# Verpelét
Verpelét es una ciudad del condado de Heves, Hungría, situada bajo la cordillera de Mátra, a orillas del río Tarna. En 2024, tenía una población de 3 692 habitantes. Se encuentra a 17,3 km de Eger, capital del condado, y junto a la línea ferroviaria n.º 84 Kisterenye–Kál-Kápolna, a 10,7 km de la carretera principal 3 y a 16,4 km de la autopista M3. Aunque el pueblo cuenta con su propia estación de tren, el transporte público en la línea ferroviaria cesó el 3 de marzo de 2007. La estación de tren más cercana con transporte público está en Kál.

## Historia
Además de los hallazgos de la Edad de Bronce y celtas, también se encontraron reliquias escitas en la frontera de Verpelét, el asentamiento ya era una zona habitada durante miles de años antes de la conquista húngara. A pesar de que el nombre personal Welprit ya se puede leer en un certificado de 1211, su primera mención en un certificado sobrevive desde 1252, y luego en 1331 se menciona nuevamente en la forma de Welpreth. Los nombres Vahret, Welp(e)rech, Wepret, Welpud, Welperek se encuentran en los certificados fechados en 1332. En la segunda mitad del siglo XIII, el pueblo era propiedad de la rama Verpeléti de la familia Aba. La primera iglesia del asentamiento se construyó en el siglo XIII y recibió el nombre de Cristo Rey. Desde mediados del siglo XIV, las asambleas del condado y las sesiones de la corte se celebraron aquí en varias ocasiones, en presencia del Palatino. El asentamiento pasó a manos de la familia Tari en 1389 y se convirtió en parte del castillo de Sirok. La propiedad del pueblo pasó a manos de las familias Országh y Kompolti, y después de 1552 pasó a manos de la familia Országh. Los guardias de Ippolito d'Este, obispo de Eger, derrotaron a un ejército de campesinos rebeldes cerca de Verpelét en 1514. La población local ya pagaba impuestos a los otomanos en 1555, tras la posesión de 16 casas. El asentamiento figuraba en el censo fiscal de 1686 con solo un puerto y medio. Se registró que los habitantes de Verpelét abandonaron el antiguo emplazamiento del pueblo, ya que este se incendió en 1695.El censo de 1701 registró el asentamiento como una poblada ciudad de mercado, momento en el que se registraron 69 contribuyentes varones adultos y 65 mujeres. El siglo XVIII también puede atribuirse al desarrollo de la gestión de los grandes terratenientes. Los primeros comerciantes del asentamiento fueron los posaderos. A principios del siglo XIX, en paralelo al crecimiento de la población, el barón József Brudern, propietario del asentamiento, recibió del gobernante el derecho a celebrar cuatro ferias nacionales al año a partir de 1797. Los judíos se asentaron en el siglo XVII. La mayor población de la comunidad judía se registró en 1869 (324 personas). Los judíos se dedicaban a la producción y el comercio del vino. En Verepelét se construyó la única sinagoga de madera de la cuenca de los Cárpatos y fue demolida en 1961. La comunidad judía fue destruida casi por completo durante la Segunda Guerra Mundial; la antigua sinagoga alberga ahora la estación de bomberos del asentamiento.El ferrocarril llegó al asentamiento en 1886, cuando se construyó una línea ferroviaria de interés local de Kisterenye a Kisújszállás por iniciativa del conde Gyula Károlyi. En el siglo XX surgieron en el asentamiento oficios como transportista, recolector de basura, impresor, hotelero, reparador de neumáticos, sastre, carnicero y peluquero. En 1983 había 81 pequeños artesanos que ejercían 84 profesiones. El lugar fue considerado aldea desde el 22 de octubre de 1950 y pasó a gran aldea el 1 de mayo de 1973. Con la reforma agraria de 1945 se crearon 237 nuevas granjas en Verpelét, dedicadas principalmente a la viticultura, agricultura interior, producción de grano y tabaco. El 4 de septiembre de 1948 se fundó la cooperativa de inquilinos con 49 socios. La instalación de un regimiento de tanques medianos en 1952 impulsó la construcción de cuarteles, instalaciones de servicio y nuevos apartamentos, incluidos bloques de tres pisos, lo que dio al lugar un carácter más urbano. Actualmente es un centro económico y un punto destacado de producción y procesamiento en la zona oeste de la región vinícola de Eger. Gracias al enoturismo y a sus tradiciones culturales vivas, posee un importante potencial turístico. Verpelét es una ciudad desde 2013. Actualmente, dos barrios deshabitados: "Jakabdomb" y "Kistölgyes", a 2 y 6 km de la ciudad, tienen códigos postales diferentes (3331 y 3264).

## Demografía
Según el censo de 2022, el 91,8% de la población era de etnia húngara, el 8,9% gitana y el 8,0% no quiso responder. La distribución religiosa fue la siguiente: 39,7% católicos romanos, 2,7% calvinistas, 11,7% no confesionales y el 41,1% no quiso responder. Los gitanos cuentan con un gobierno local. 3 692 habitantes viven en el pueblo y solo 2 en la granja.
Población por años: 
| Año       | 1870 | 1880 | 1890 | 1900 | 1910 | 1920 | 1930 | 1941 |
| --------- | ---- | ---- | ---- | ---- | ---- | ---- | ---- | ---- |
| Población | 3309 | 2872 | 3082 | 2860 | 3283 | 3930 | 4127 | 4193 |
| Año       | 1949 | 1960 | 1970 | 1980 | 1990 | 2001 | 2011 | 2022 |
| Población | 4257 | 4563 | 4657 | 4388 | 4031 | 4034 | 3882 | 3738 |

## Política
Alcaldes desde 1990:
- 1990–1998: János Prokai (MSZP)[8][9]
- 1998-2006: István Erdélyi (independiente)[10][11]
- 2006–: Sándor Farkas (independiente hasta 2010, desde entonces: Fidesz–KDNP)[12][13][14][15][1]

## Personas notables
- Katalin Kovács (1944-) cantante y actriz
- Tibor Czipó (1949-2019) bajista